# Sant'Ambrogio di Torino
Sant'Ambrogio di Torino is een gemeente in de Italiaanse provincie Turijn (regio Piëmont) en telt 4720 inwoners (31-05-2020). De oppervlakte bedraagt 8,6 km², de bevolkingsdichtheid is 513 inwoners per km².
De abdij genaamd Sacra di San Michele gesticht in het jaar 986 ligt op het grondgebied van Sant'Ambrogio di Torino.
Sinds 1994 is de Sacra San Michele het symbool van de regio Piemonte.

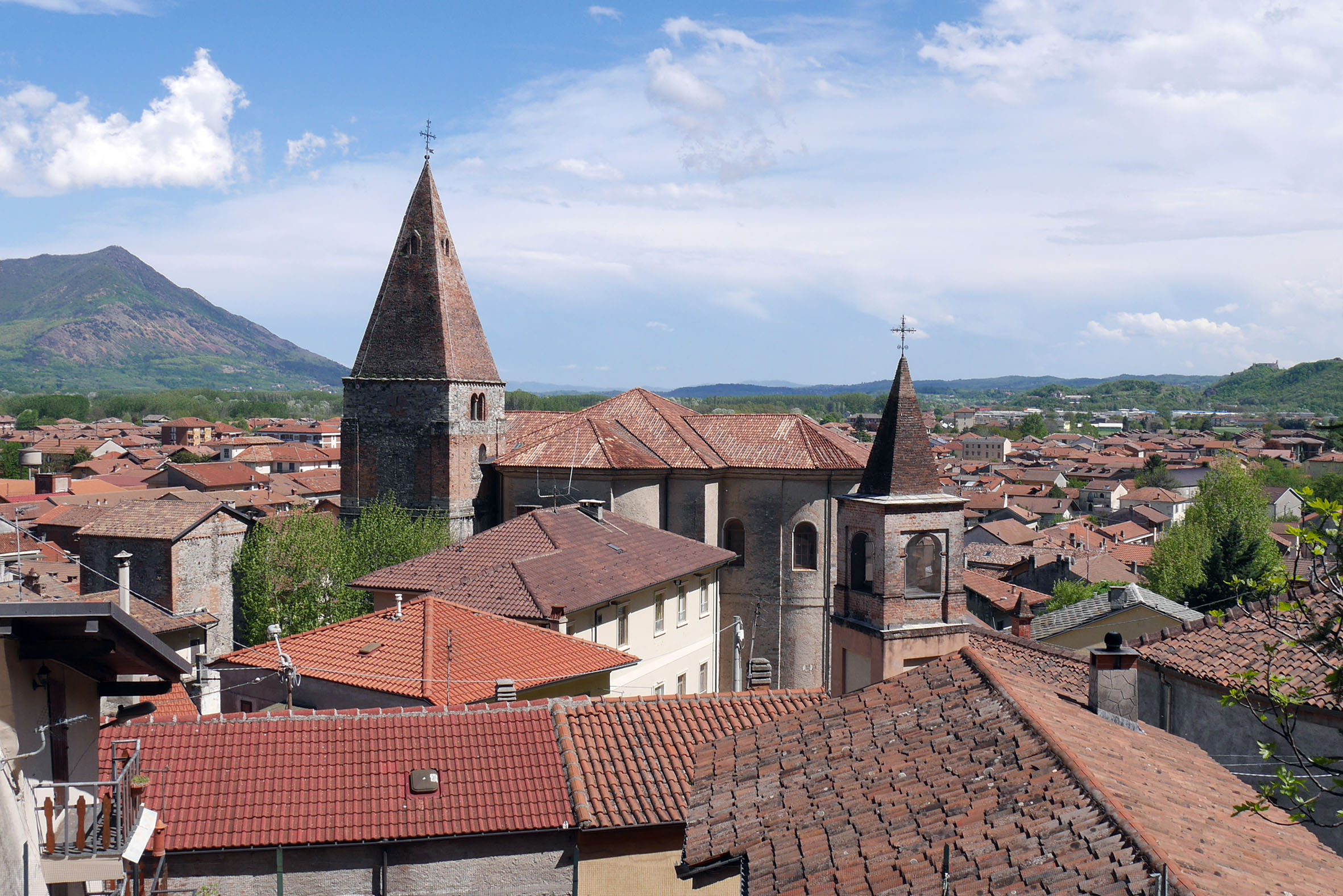
Panorama van Sant'Ambrogio di Torino
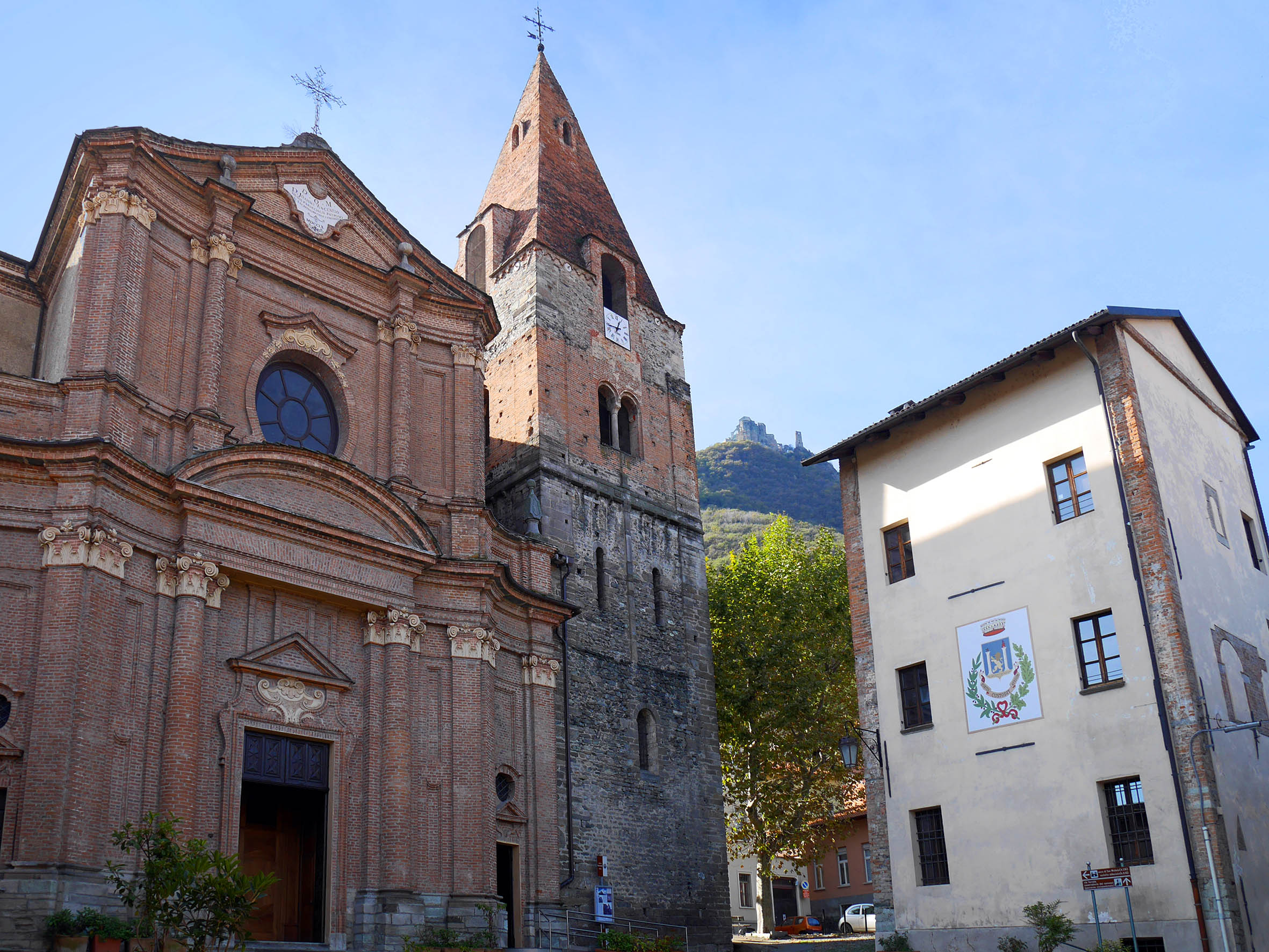
Parochiekerk van San Giovanni Vincenzo
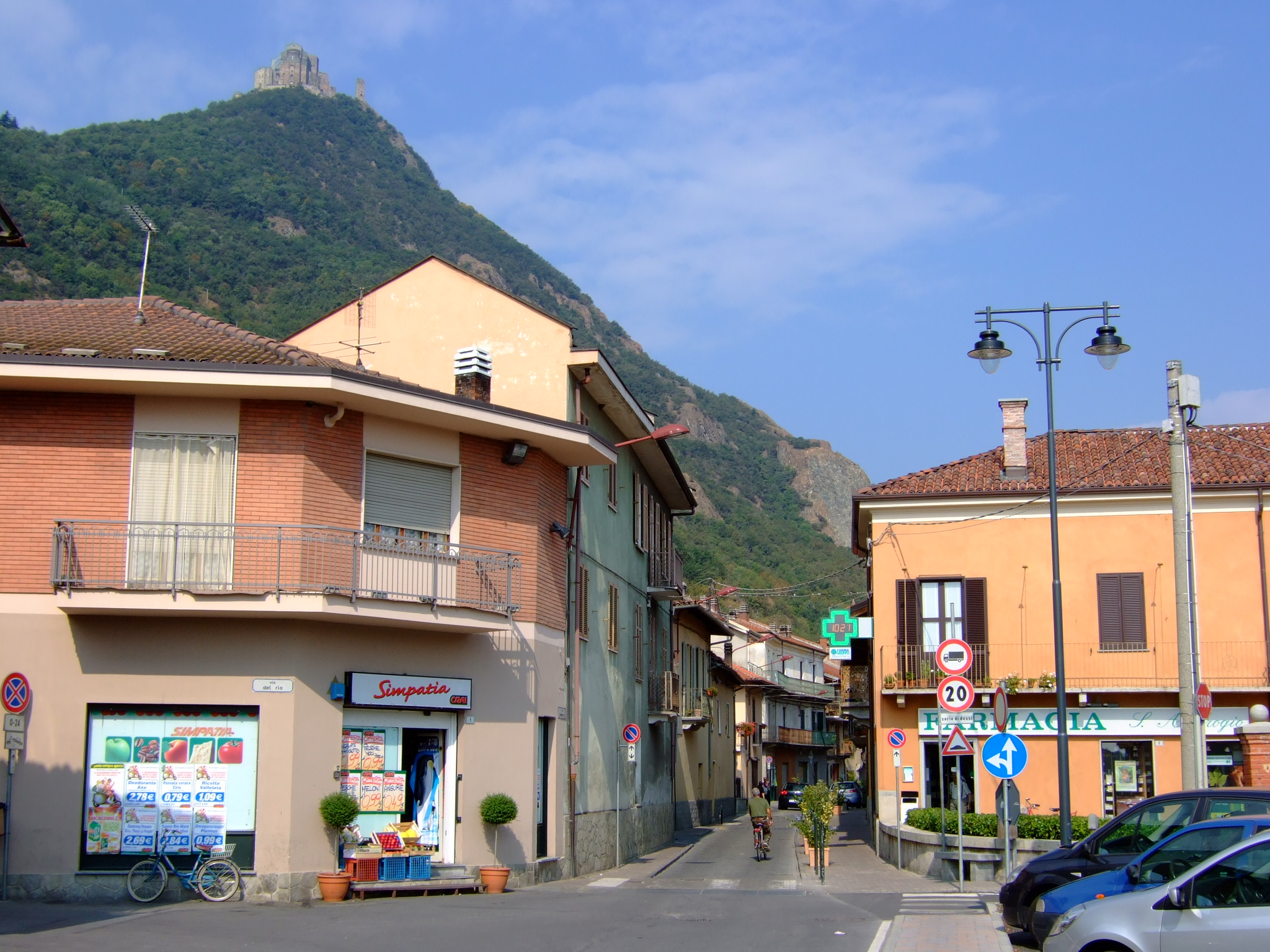
Straat in Sant'Ambrogio di Torino
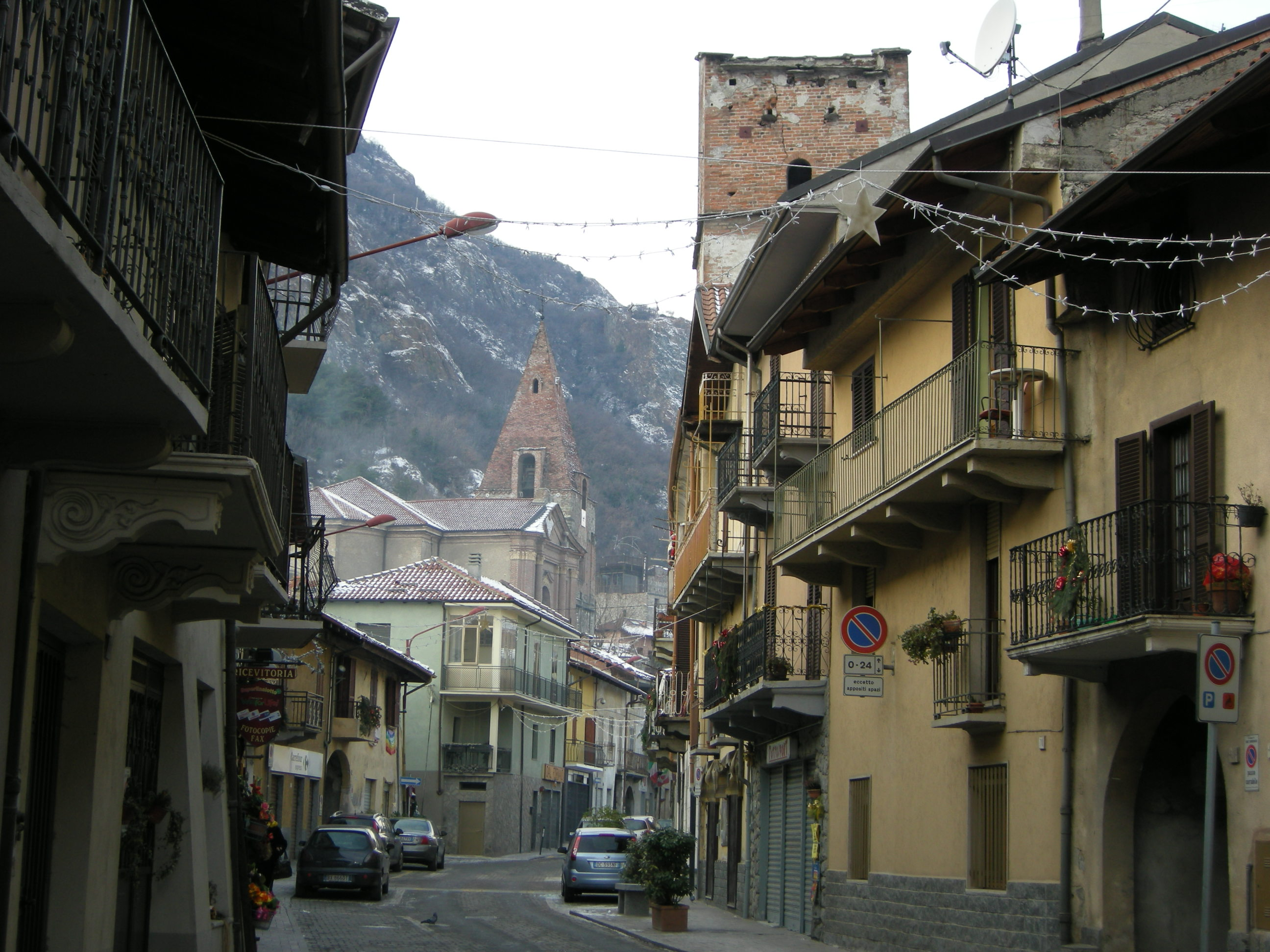
Straat in Sant'Ambrogio di Torino
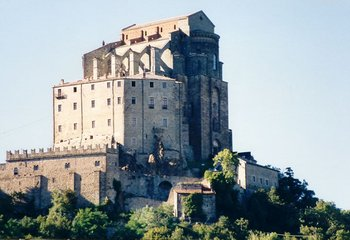
Sacra di San Michele

## Demografie
Sant'Ambrogio di Torino telt ongeveer 1805 huishoudens. Het aantal inwoners steeg in de periode 1991-2001 met 7,1% volgens cijfers uit de tienjaarlijkse volkstellingen van ISTAT.
| Jaar | Inwoneraantal |
| ---- | ------------- |
| 1991 | 3993          |
| 2001 | 4275          |
| 2011 | 4753          |
| 2020 | 4720          |

## Geografie
Sant'Ambrogio di Torino grenst aan de volgende gemeenten: Caprie, Villar Dora, Chiusa di San Michele, Avigliana, Valgioie.
1. ↑  https://demo.istat.it/?l=it.